# Lương Văn Can
Lương Văn Can (chữ Hán: 梁文玕; 1854 - 1927), hay Lương Ngọc Can, tự Hiếu Liêm và Ôn Như (溫如), hiệu Sơn Lão (山老); là một nhà cách mạng Việt Nam, và là một trong số người sáng lập ra trường Đông Kinh Nghĩa Thục năm 1907.

## Thân thế và sự nghiệp
Ông sinh năm Giáp Dần (1854) tại làng Nhị Khê, huyện Thường Tín, tỉnh Hà Nội (nay là xã Nhị Khê, huyện Thường Tín, Hà Nội).
Vốn là con nhà nghèo, nên hồi còn trẻ, có lần ông phải đi làm thợ sơn trong vài tháng.

### Không ra làm quan, chỉ ở nhà dạy học
Sau khi học chữ Hán tại Hà Nội (ngày nay là nhà số 7 phố Trường Thi), năm 1871 đời Tự Đức, 17 tuổi, ông dự thi Hương, nhưng chỉ vào tới tam trường.
Năm Quý Dậu (1873), quân Pháp đánh thành Hà Nội (lần thứ nhất). Sau khi nghị hòa với họ, năm Giáp Tuất, (1874), triều đình Huế lại tổ chức thi Hương tại đây, và ông đã đỗ Cử nhân khoa này (nên khi tuổi cao, ông thường được gọi là cụ Cử Can).
Năm sau thi Hội, ông không đỗ (chỉ vào được một hai kỳ), được triều đình bổ làm Giáo thụ Phủ Hoài (tức Hoài Đức), nhưng ông từ chối. Sau chính phủ Pháp cử ông vào Hội đồng thành phố Hà Nội, nhưng ông cũng không nhận . Bởi ông thấy lúc bấy giờ "việc nước ngày càng nát, dẫu có ra làm nghị viên cũng chẳng thể bàn được gì ích lợi cho quốc dân, nên xin ở nhà dạy con học".
Sau đó, ông cưới vợ là bà Lê Thị Lễ (? - 1907), là con gái Tú tài Lê Anh Sơn ở làng Bình Vọng (nay thuộc xã Văn Bình, huyện Thường Tín, Hà Nội), và không đi thi nữa.
Đến năm 25 tuổi (1879), ông mở trường dạy học tại nơi ở (nhà số 4 phố Hàng Đào, Hà Nội).

### Lập Đông Kinh Nghĩa Thục
Tháng 3 năm 1907, ông liên kết với một số người cùng chí hướng (như Nguyễn Quyền, Lê Đại, Hoàng Tăng Bí, Vũ Hoành, v.v...) lập ra trường Đông Kinh Nghĩa Thục tại số 4 (nơi ông ở) và số 10 ở phố Hàng Đào. Mục đích của nhà trường là:
- Nâng cao lòng yêu nước, tự hào dân tộc và chí tiến thủ của quần chúng.
- Truyền bá một nền tư tưởng học thuật mới và một nếp sống văn minh tiến bộ.
- Phối hợp hành động với các sĩ phu đã xuất dương và hỗ trợ các phong trào Đông Du của Phan Bội Châu và phong trào Duy Tân của Phan Chu Trinh đang phát triển trong cả nước [6].

Vì đây là một phong trào "có ý nghĩa cách mạng", và đã lan đi rất nhanh khiến thực dân Pháp rất lo sợ. Trong phiên họp Hội đồng quân sự Đông Dương, nhà cầm quyền Pháp đã nhận định: "Không còn là một câu chuyện hoang đường khi khẳng định rằng Đông Kinh Nghĩa Thục đã là một cái lò phiến loạn ở Bắc Kỳ". Vì vậy, ngay tháng 12 năm 1907, trường Đông Kinh Nghĩa Thục do ông làm Thục trưởng (Hiệu trưởng) bị giải tán.
Ít lâu sau nhân vụ đầu độc lính Pháp ở Hà Nội (27 tháng 6 năm 1908), thực dân Pháp cho bắt Lương Văn Can để khai thác những tin tức về vụ ấy, nhưng do không có chứng cớ kết tội nên phải thả ông.

### Bị lưu đày
Ngày 26 tháng 4 năm 1913, xảy ra vụ đánh bom khách sạn Hà Nội của Việt Nam Quang phục Hội. Cho là nhóm Đông Kinh Nghĩa Thục có liên quan, nên thực dân Pháp đã bắt Lương Văn Can giam ở nhà pha Hỏa Lò (Hà Nội).
Vì "Pháp bắt Nghĩa đảng đến mấy trăm người, nên xét xử đến tháng 8 năm đó mới xong. Kết án chém 7 người, đày chung thân 9 người, khổ sai và biệt xứ từ 10 đến 30 năm, cộng 56 người". Trong số ấy, Lương Văn Can bị kết án biệt xứ, lưu đày sang Nam Vang (nay thuộc vương quốc Campuchia) .

### Qua đời
Hơn 8 năm sau, Lương Văn Can được giảm án, trở về Hà Nội ngày 25 tháng 11 năm 1921. Về nhà, thấy "nghĩa đảng tan lạc hết (nên) chỉ nghĩ chỉ đến việc làm sách". Tuy nhiên, sau đó ông lại tiếp tục mở trường Ôn Như, tức vừa dạy học vừa soạn sách.
Ngày 13 tháng 6 năm 1927 (Đinh Mão), ông qua đời tại Hà Nội, thọ 73 tuổi. Trước khi mất, ông dặn các con cháu: "Bảo quốc túy, tuyết quốc sỉ" (Giữ tinh hoa của nước, rửa nhục nước).

## Tác phẩm
Tác phẩm của Lương Văn Can có:
- Quốc sự phạm lịch sử (Lịch sử quốc sự phạm)
- Hán tự tiệp kính (Con đường tắt đến chữ Hán)
- Ấu học tùng đàm (Tùng san bàn góp về việc học của trẻ thơ)
- Gia huấn (Dạy người nhà)
- Hán tự quốc âm (dùng chữ quốc ngữ ghi chữ Hán)
- Hạnh đàm loại ngữ (trích dịch sách Luận ngữ)
- Trâu thư loại ngữ (trích dịch sách Mạnh Tử)
- Đại Việt địa dư (1 cuốn, xuất bản 1925 tại Hà Nội), viết bằng thể thơ lục bát nói về các tỉnh ở Bắc Kỳ, Trung Kỳ và Nam Kỳ.
- Lương gia tộc phả (Gia phả họ Lương), chép gốc tích họ Lương ở làng Nhị Khê, ghi chép hành trạng của cha, bản thân ông cùng các con là Lương Trúc Đàm, Lương Nghị Khanh, Lương Ngọc Quyến,...
- Kim cổ cách ngôn
- Thương học châm ngôn[14].

## Được khen ngợi và thương tiếc
Ngay từ hồi trẻ, Lương Văn Can đã tỏ ra có khí phách. Khi một thầy cũ, làm cách mạng bị chém, bêu đầu ở Phủ Hoài, môn đồ không ai dám xin thi hài về chôn cất sợ lụy tới thân, duy có ông khẳng khái dâng sớ xin, được triều đình nhà Nguyễn cho phép và khen là người có nghĩa .
Ông mất, được nhiều người thương tiếc. Trên Đông Pháp thời báo ở Sài Gòn ngày 24 tháng 6 năm 1927 có đăng một bài thơ tưởng niệm khá dài của tác giả Chu Văn Tấn, trích:
Hỡi đồng bào!
Lương chí sĩ nước nhà tạ thế,
Cái buồn chung há dễ riêng ai.
Tôi là lao động thiển tài,
Lòng thành tỏ dấu bi ai anh hùng.
Hỡi đồng bào Lạc Hồng Nam Việt,
Cái buồn chung phải quyết cùng nhau.
Thương nhà chí sĩ công lao,
Vì dân vì nước tiêu hao một đời....
Tên Lương Văn Can hiện được đặt tên phố ở quận Hoàn Kiếm (Hà Nội), ở thành phố Hạ Long, ở thành phố Hải Phòng và nhiều địa phương khác. Tên ông cũng được đặt cho một trường Trung học phổ thông ở quận Thanh Xuân (Hà Nội) và quận 8 (Thành phố Hồ Chí Minh), một giải thưởng (Giải thưởng Tài năng Lương Văn Can), v.v...

## Gia đình
Bà Lê Thị Lễ, vợ ông Lương Văn Can, cũng có tiếng là một người yêu nước và tài đức vẹn toàn. Theo tài liệu, thì bà đã bán cửa hiệu Quảng Bình An (chuyên bán vải, và đây là của hồi môn của bà) ở phố Hàng Ngang (Hà Nội), để trang trải hết các khoản nợ nần khoảng 7.000 đồng bạc Đông Dương của Đông Kinh nghĩa thục, và để ông theo "trọn con đường phụng sự Tổ quốc"....
Năm 1914, khi ấy Lương Trúc Đàm và Lương Ngọc Bân đã qua đời vì bệnh. Lương Nghị Khanh từ Hồng Kông sang Nam Vang thăm cha thì bị ốm nặng rồi mất, còn Lương Ngọc Quyến bị quân Pháp bắt và đưa về Hà Nội xử án để thị uy (tất cả các tên vừa kể đều là con của hai ông bà). Bà Lễ bị gọi ra tòa, trước đông đảo mọi người bà đã nói: "Từ thuở còn trong bào thai, chúng tôi đã dạy con về tình thương yêu nòi giống. Bởi vậy, các con tôi theo đuổi mục đích cứu nước là hợp đạo lý gia đình và đạo lý đất nước chúng tôi, sao lại gọi là phản loạn". Và bà quay sang nói với con: "Mẹ chỉ mong con xứng đáng là con dân nước Việt đến hơi thở cuối cùng".
Đến khi chồng mãn hạn lưu đày trở về Hà Nội, bà Lễ lại dốc tài sản xây dựng trường học, để chồng tiếp tục sự nghiệp. Trường bước vào hoạt động được 3 năm thì bà qua đời ngày 24 tháng 3 năm 1927 .
Trong nỗi tiếc thương, Lương Văn Can đã viết về bà như sau:
 "(Bà) là nhà buôn có đức nghiệp nên đã có đủ kinh tài, trên thì phụng dưỡng cha mẹ và dưới thì biết nuôi dạy con cháu nên người. Còn về đức hạnh thì (bà) biết giữ cho gia tộc trong khuôn khổ Nho giáo, trên kính dưới nhường, giữ đạo vợ chồng thủy chung trong muôn vàn gian lao hiểm họa...".
Cảm phục, nhà cách mạng Dương Bá Trạc cũng có câu đối viếng:
Tân khổ vị tông bang, tư tử vọng phu, song nhiệt lệ.
Ái ưu hữu hiền trợ, thành nhân thủ nghĩa, nhất đan tâm.
Dịch nghĩa:
Xót đau vì giống nòi đất nước, thương con, ngóng chồng tuôn đôi hàng lệ nóng.
Trọn lẽ lo toan bán buôn tài đảm, nên người giữ nghĩa một lòng son .
Theo tấm gương của vợ chồng Lương Văn Can, các con trai, con gái, con dâu của hai ông bà cũng đều góp phần cứu nước. Nổi bật có ba người con trai là: Lương Trúc Đàm (1879-1908), Lương Nghị Khanh (? - ?) và Lương Ngọc Quyến (1885-1917) .